# Hans Dagelet
Hans Dagelet (Deventer, 9 mei 1945) is een Nederlands acteur, muzikant, auteur en kunstschilder.

## Biografie
Dagelet studeerde aan de Toneelschool Arnhem. Sinds 1972 is hij te zien op het toneel, in speelfilms en op televisie. In 1980 had hij een hoofdrol in de film Lieve jongens. Dit was tevens zijn allereerste filmrol. Later speelde hij in De lift en All Stars en in televisieseries als Westzijde Posse en Russen. Verder had hij enkele gastrollen.
In 1971 ontving hij samen met Wim van der Grijn de Louis d'Or voor hun spel in Gerben Hellinga's toneelbewerking van Kees de jongen. Ook won hij de Prix Italia voor zijn rol in de film Ik ga naar Tahiti. In de Nederlandstalige versie van De Freggels sprak hij de stem van Bobbie in. In 2007 was hij te horen in het Hoorspel Bommel als Terpen Tijn. Ook speelt hij trompet in de Nederlandstalige band Spinvis. Op 5 mei 2014 droeg hij tijdens het Bevrijdingsconcert op de Amstel in Amsterdam een viertal teksten voor van de Nederlandse dichter F. Starik.
Hans Dagelet werd opgevoed in een katholiek gezin. Dagelet is getrouwd met de altvioliste Esther Apituley. Hun drie kinderen Charlie Chan Dagelet, Mingus Dagelet en Monk Dagelet zitten ook in het acteervak. Uit een eerdere relatie heeft hij twee kinderen, Dokus Dagelet en actrice Tatum Dagelet.

## Filmografie
- Het zwarte jaar van Zwarte Piet (Sinterklaasmusical, 1972) – Piet Pedro
- Barlow at Large (televisieserie, 1973) – Constable Albert Hoorn (afl. "Wanted")
- De Stille Kracht (miniserie, 1974) – Addy de Luce
- Q & Q (televisieserie) – Ed Bennebroeck
- Van oude mensen, de dingen die voorbijgaan (miniserie, 1975–1976) – Donald Traffely
- Hollands Glorie (televisieserie, 1977) – Flip de Meeuw
- Bekende gezichten, gemengde gevoelens (1980) – Herman
- Deadline (televisieserie, 1980)
- Lieve jongens (1980) – Woelrat
- Willem van Oranje (miniserie, 1983) – Lodewijk van Nassau-Dillenburg
- De lift (1983) – Spiekerman
- Opzoek naar Yolanda (televisieserie, 1984) – Bob de Wilde
- Het wassende water (televisieserie, 1986) – Jacob de Zwaluw
- Zjoek: De kunst van het vergeten (1987) – Solomon S.
- Three Plays by Gertrude Stein (televisiefilm, 1988) – Kit Racoon
- Amsterdamned (1988) – verdachte
- Shadowman (1988) – postbode
- We zijn weer thuis (1989–1994) – Bob Waanders
- Een scherzo furioso (1990) – Laurens
- De nacht van de wilde ezels (1990) – Jack de Boer
- Tatort (televisieserie, 1990) – rol onbekend (afl. "Medizinmänner")
- Niemand mag dit weten (televisiefilm, 1991) – rol onbekend
- Dierbaar (televisiefilm, 1991) – Frank
- Een dubbeltje te weinig (1991) – rol onbekend
- Ik ga naar Tahiti (1992) – Hendrik Nicolaas Werkman
- De laatste held (televisiefilm, 1993) – rol onbekend
- Coverstory (televisieserie , 1993) – John van Lierop (afl. 1.10 en 1.11)
- Oog in oog (televisieserie, 1993) – Frans (afl. onbekend)
- Dag Juf, tot morgen (televisiefilm, 1994) – vader van Daaf
- Nosmo King (televisieserie, 1995) – rol onbekend (afl. "Marijke")
- Zoë (1996) – professor Leopold
- Westzijde Posse (televisieserie, 1996) – inspecteur Garcia
- De opvolger (televisiefilm, 1996) – Luuk Jaspers
- All Stars (1997) – vader van Hero
- Over de liefde (televisieserie, 1997) – Ben (afl. "Niet alles hoeft gezegd")
- Baantjer (televisieserie, 1998) – Kees Snoek (afl. "De Cock en de moord in club Shirley")
- Baantjer (televisieserie, 1999) – Dick van der Veen (afl. "De Cock en moord met illusie")
- Spangen (televisieserie, 1999) – Nico Bandenmaker (afl. "Knock out")
- Mariken (2000) – Magister
- Oesters van Nam Kee (2002) – vader van Berry
- Volle maan (2002) – Jan Nijboer
- Kees de jongen (2003) – Kleermaker Kraak
- Russen (televisieserie, 2000–2004) – Henk van der Scheur (40 afl.)
- Het mysterie van de sardine (2005) – Spijk
- Parels & Zwijnen (televisieserie, 2005) – Bennie (4 afl.)
- Keyzer & De Boer Advocaten (televisieserie, 2006) – Leo Keybeck (afl. "Licht")
- Olivier etc. (2006) – vader
- Onder de tafel (kort filmdrama, 2007) – vader Kees
- Kapitein Rob en het geheim van professor Lupardi (bioscoopfilm, 2007) – Cigaret Larry
- Gooische Vrouwen (Seizoen 3, 2007) – Louis
- De co-assistent (televisieserie, 2007–2008) – dokter Koenders
- Spoorloos verdwenen (2008) – Laurens Faber (afl. "De verdwenen dj")
- Vuurzee II (televisieserie, 2009) – Benno Buijs
- Levenslied (televisieserie, 2011) – Lucas van Ommeren
- Seinpost Den Haag (televisieserie, 2011) – Eddy Kamphuis
- Hemel (2012) – Gijs (de vader van Hemel)
- Dokter Deen (2013–2016)
- One Night Stand IX – Basile H. (2014)
- Helium (2014) – Frans Weeling
- Familie Kruys (2015–2019) – Thomas Kruys
- Dummie de Mummie en de Sfinx van Shakaba (2015) – Frans
- Bon Bini Holland (2015) – Eddy Mathilda
- Project Orpheus (2016) – Wolf
- Brussel (2017) – Gaston
- Fenix (2018) – Peter Haag
- My Extraordinary Summer with Tess (2019) – Hille
- All Stars & Zonen (2020) – Vader van Nero
- Flikken Rotterdam (2021) – Michael Michaelis
- Sing 2 (2021) – Clay Calloway (stem)
- Sleepers (2022) – Frits
- Mocro Maffia (2023) – Hugo, vader van Celine
- Sweet Dreams als Jan

- Bibliothèque nationale de France: cb16159466d (data)
- Digitale Bibliotheek voor de Nederlandse Letteren: dage002
- Gemeinsame Normdatei: 101142486X
- International Standard Name Identifier: 0000 0003 6227 7139
- Library of Congress Control Number: no2013064030
- MusicBrainz: 7d282bfd-6f23-4723-8ebb-52203a72876f
- Nederlandse Thesaurus van Auteursnamen: 146435516
- Virtual International Authority File: 225429139
- WorldCat: E39PBJqfFVQMXY9TdtTbvDgVG3